# 馬尚
馬 尚（ば しょう、マ・シャン、MA Shang、2005年7月1日 - ）は、中華人民共和国の男子バドミントン選手。

## 経歴
2023年、アジアジュニア選手権では、男子ダブルスで朱一珺とペアを組み優勝した。